# Йоан XIX (папа)
Папа Йоан XIX (на латински: Ioannes.PP.XIX) роден Роман (на латински: Romanus) е глава на Католическата църква, брат на предшественика си Бенедикт VIII, 143-тия папа в Традиционното броене.